# Marie Jonas de la Motte
Marie Jonas de la Motte, född 1627, död 1683, var en nederländsk konstnärsmodell, prostituerad och bordellvärd. Hon är känd som modell för konstnären Dirck Bleker. Jonas de la Motte var känd som prostituerad från 1652 och som bordellvärd från 1665. 